# Az erőszak völgye
Az erőszak völgye (eredeti címén: In a Valley of the Violence) 2016-ban bemutatott amerikai westernfilm, melyet Ti West rendezett. A főszereplők Ethan Hawke, Taissa Farmiga, James Ransone, Karen Gillan és John Travolta.
Az Amerikai Egyesült Államokban 2016. október 21-én mutatták be, a Focus World által. Magyarországon a film DVD-n jelent meg.
A film általánosságban pozitív értékeléseket kapott a kritikusoktól. A Metacritic oldalán a film értékelése 64% a 100-ból, ami 20 véleményen alapul. A Rotten Tomatoeson az Erőszak völgye 76%-os minősítést kapott, 55 értékelés alapján.
A film forgatása 2014. június 23-án kezdődött Új-Mexikóban, Santa Fében.

## Történet
Egy Paul (Ethan Hawke) nevezetű átutazó és kutyája, Abbie Mexikó felé haladnak a régi nyugati-sivatagon keresztül. Az út során összetalálkoznak egy részeg pappal (Burn Gorman), aki próbál eljutni a közeli Denton városba. A pap váratlanul fegyvert szegez Paulra, hogy eltulajdonítsa a lovát, ám a férfi egy füttyentéssel jelez a kutyájának aki lesből megtámadja őt; az átutazó elveszi a pap pisztolylőszereit és a kulacsát, és megindulnak tovább. A terület felmérése során Paul úgy dönt, hogy keresztül megy Denton-on, hogy étellel-itallal ellássa magukat és egy kicsit megpihenjenek Abbievel.
A helyi tavernában Paul találkozik Gilly Martin helyettessel (James Ransone), aki azt szeretné tőle, hogy álljon ki vele harcolni, miután ő figyelmen kívül hagyta a megkísérelt kötekedését. Annak érdekében, hogy kicsalja Pault a kocsmából, Gilly megközelíti Abbie-t, ám Paul sietve kijön és megüti őt, mielőtt megérinthetné a kutyát. Gilly menyasszonya, Ellen (Karen Gillan) a segítségére siet, amikor Paul már a város hotelébe tart. A fiatal fogadós, Ellen húga, Mary-Anne (Taissa Farmiga) örül annak, amit tett Gillyvel, és köszönetet is mondd neki és Abbienek.
Később Paul találkozik Gilly apjával, Clyde Martin békebíróval (John Travolta), aki már a vendéglőben várja. A békebíró felismeri Pault, mint egy exkatonát az Egyesült Államok hadseregéből, és arra kéri, hogy hagyja el Dentont, és soha többé ne térjen vissza. Mielőtt Paul elmenne, Mary-Anne ad neki egy képet, hogy emlékezzen rá. Aznap este, Pault és Abbiet megtámadja Gilly és az emberei, míg ők pihentek. Az emberei megragadják Pault, majd Gilly a saját késével meggyilkolja a kutyát, és lelökik Pault a szikláról. A megsebesült Paul másnap reggel felébred, majd eltemeti a kutyáját, és bosszút esküszik. Visszatérve a városba, Paul ismét találkozik a pappal és ellopja az öszvérét. Dentonban Mary-Anne menedéket intéz az apja házában és segítséget nyújt neki. A lány arra kéri Pault, hogy vigye el a városból, miután már bosszút állt. A férfi megtagadja, és azt mondja neki hogy egyedül akar maradni a felesége és a lánya elvesztése után, és már nem is akar visszamenni hozzájuk. A hotelben Ellen és Mary-Anne fürdeti Royt (Larry Fessenden), de Paul egy borotvával elvágja a torkát. A békebíró figyelmeztet mindenkit a helyzetre, és elmondja az embereknek, hogy készüljenek fel a csatára. A fiának megparancsolja, hogy vigye a nőket biztonságos helyre, ám Gilly azzal vádolja Mary-Anne-t, hogy segíti az átutazót. Annak érdekében, hogy a fogadóba marasztalja Gillyt, Ellen elmondja, hogy terhes tőle.
A börtönház tetején, Paul végez Harrissel (Toby Huss), majd megközelíti Hájast (Tommy Nohilly) és a békebírót is. A börtönben Hájas képtelen kezelni a helyzetet a vérontás miatt, majd lerakja a fegyvert. A békebíró elmondja neki, hogy hagyja el az ablakot, majd Paul lelövi őt hátulról. A békebíró beleegyezik abba, hogy leteszi a fegyvereit, hogy utána beszélni tudjanak. Gilly ekkor kijön a házból, hogy végezzen Paullal, de a békebíró keresztezi kettejük útját, aki nem hajlandó arrébb állni. Ekkor elkezdenek egymásra lőni a békebírón keresztül, ezzel megölve őt. Pault eltalálja egy golyó a combján, majd az istállóba megy. Gilly belép, majd Paul lesből előbukkanva felakasztja őt egy kötéllel, ezután elengedi, majd a férfi saját csizmájával ütlegelni kezdi, majd ahogy megpróbálja leszúrni Paul-t egy késsel, Mary-Anne hátulról végez vele egy pisztollyal. Ahogy Mary-Anne és Paul visszatérnek a fogadóba, Ellen meglátja Gilly holttestét és sikoltani kezd. A pap ekkor visszavonul Dentonból, de Paul azt javasolja neki, hogy inkább maradjon ott.

## Szereplők
| Színész         | Szerep                | Magyar hang       |
| --------------- | --------------------- | ----------------- |
| Ethan Hawke     | Paul                  | Kaszás Gergő      |
| Taissa Farmiga  | Mary-Anne             | Pekár Adrienn     |
| Karen Gillan    | Ellen                 | Nemes Takách Kata |
| James Ransone   | Gilly Martin rendőr   | Nagypál Gábor     |
| John Travolta   | Clyde Martin békebíró | Csankó Zoltán     |
| Tommy Nohilly   | Lorenz / Hájas        | Kapácsy Miklos    |
| Larry Fessenden | Roy                   | Berzsenyi Zoltán  |
| Burn Gorman     | Pap                   | Viczián Ottó      |
| Toby Huss       | Harris                | Jakab Csaba       |